# Regno di Redonda
Il Regno di Redonda è una micronazione che coincide con Redonda, un'isola disabitata di circa 3 km² del gruppo delle Isole Sopravento Settentrionali nelle Antille; l'isola appartiene allo Stato di Antigua e Barbuda.
Attualmente sull'effimero Regno legato alla tradizione letteraria regna re José Juan I (Giuseppe G. Garbarino), ultimo dei re effettivi e dei pretendenti, dopo la morte di re Xavier (Javier Marías Franco, 1997-2022), senza discendenti.

## Storia del regno
Matthew Dowdy Shiell, un banchiere della vicina isola di Montserrat, comprò l'isola nel 1865, anno di nascita del figlio primogenito, Matthew Phipps Shiell. Richiese alla regina Vittoria il titolo di re, che gli fu concesso, posto che non vi fosse alcuna rivolta verso il dominio coloniale britannico. Il banchiere fu pertanto re di Redonda dal 1865 al 1880 come re Mateo. Gli succedette quindi il figlio, che con lo pseudonimo di M. P. Shiel ebbe una certa notorietà come scrittore di fantascienza, il quale prese il nome di re Felipe.
Alla sua morte nel 1947 cedette i suoi diritti letterari e sul Regno di Redonda a John Gawsworth (pseudonimo dello scrittore Terence Ian Fytton Armstrong), che prese quindi il nome di re Juan I. Questi, perennemente afflitto da problemi economici, sembra abbia venduto il titolo in diverse occasioni. Erede di John Gawsworth alla sua morte nel 1970 fu il suo editore, Jon Wynne-Tyson, a cui passarono inoltre i diritti sulle opere di Gawsworth e di Shiel e che prese il nome di re Juan II. 
Un altro pretendente al trono di Redonda era Giancarlo Noferi, ovvero Giancarlo Ezio I di Montedoglio, come si fece chiamare a suo tempo, deceduto nel 2019; Giancarlo Noferi ebbe il titolo da Ian Fletcher, intimo amico di John Gawsworth e suo amministratore, ovvero re Juan I, conosciuto durante uno dei suoi viaggi. Nel viaggio a Firenze di John Gawsworth nella primavera del 1970, venne confermata l'investitura a Giancarlo Noferi con atto firmato davanti a testimoni. L'ammiratore italiano citato nel libro e incontrato a Firenze era Giancarlo Noferi che aveva già avuto contatti con Ian Fletcher.
Giancarlo Ezio I di Montedoglio lascerà il titolo a Giuseppe G. Garbarino, scrittore,  e  amministratore di una casa editrice, mantenendo la tradizione che lega il Regno di Redonda alla cultura letteraria. Giuseppe G. Garbarino prese il nome di José Juan I dal 2019. Attualmente José Juan I è l'unico e ultimo re di titolare di Redonda. 
Dal 2023 è stato istituito l'Ordine di Santa Maria di Redonda. È in corso la richiesta di riconoscimento da parte della Corona Britannica dei diritti sulla tradizione culturale e letteraria dell'attuale re di Redonda José Juan I. 
A partire dal 1950 il titolo era rivendicato anche da Max Legget e alla morte di Gawsworth un altro pretendente fu Arthur John Roberts (anch'egli come re Juan II). Nel 1984 il titolo fu inoltre rivendicato da Robert Williamson (con il titolo di re Robert il Calvo). Nel 1989 il titolo di Arthur John Roberts passò a William Leonard Gates, che prese il nome di re Leo. Infine, nel 1997, Wynne-Tyson abdicò in favore dello scrittore spagnolo Javier Marías Franco, cedendogli inoltre i diritti letterari di Gawsworth e di Shiel, per il ritratto da lui tracciato di Gawsworth nella novella Todas las almas.

## Lista dei re
- Re Mateo (Matthew Dowdy Shiell, 1865-1880)
- Re Felipe (Matthew Phipps Shiel, 1880-1947)
- Re Juan I (John Gawsworth, 1947-1967)
- Il titolo è stato quindi conteso fra:

- Max Leggett, dal 1950 (?)

- Re Juan II (Jon Wynne-Tyson, 1967-1997), il quale ha abdicato in favore di:
  - Re Xavier (Javier Marías Franco, 1997-2022), senza discendenti
- Giancarlo Ezio I di Montedoglio  (1970 - 2019)
  - José Juan I (Giuseppe G. Garbarino, dal 2019)
- un altro Re Juan II (Arthur John Roberts, 1967 - 1989), a cui è succeduto:
  - Re Leo (William Leonard Gates, dal 1989) (*2 febbraio 1934 /  + 2 gennaio 2019)
- Re Robert il Calvo (Robert Williamson, dal 1984-1985)

## Elenco dei titoli concessi da re Xavier
Nel 1999:
- Pedro Almodóvar, duca di Trémula
- John Ashbery, duca di Convexo
- Pierre Bourdieu, duca di Desarraigo
- William Boyd, duca di Brazzaville
- Antonia Susan Byatt, duchessa di Morpho Eugenia
- Guillermo Cabrera Infante, duca di Tigres
- Francis Ford Coppola, duca di Megalópolis
- Agustín Díaz Yanes, duca di Michelín e "Maestro de la Real Tauromaquia"
- Roger Dobson, duca di Bridaespuela e "Real Cronista en Lengua Inglesa"
- Francis Haskell, duca di Sommariva
- Eduardo Mendoza, duca di Isla Larga
- Arturo Pérez-Reverte, duca del Corso e "Real Maestro de Esgrima"
- Francisco Rico, duca di Parezzo
- Russell Peters, duca di Plazatoro
- Fernando Savater, duca di Caronte e "Maestro del Real Hipódromo"
- Luis Antonio de Villena, duca di Malmundo e "Poeta Laureado en Lengua Española"
- Juan Villoro, duca di Nochevieja

Nel 2000:
- Ian Michel, duca di Bernal
- W.G. Max Sebald, duca di Vértigo

Nel 2001:
- John Maxwell Coetzee, duca di Deshonra
- Frank Owen Gehry, duca di Nervión
- António Lobo Antunes, duca di Cocodrilos

Nel 2002:
- Pietro Citati, duca di Remonstranza
- Sir John Elliot, duca di Simancas

Nel 2003:
- Claudio Magris, duca di Segunda Mano

Nel 2004:
- Michael Bradeau, duca di Miranda
- Éric Rohmer, duca di Olalla e duca de Rayo Verde

Nel 2005:

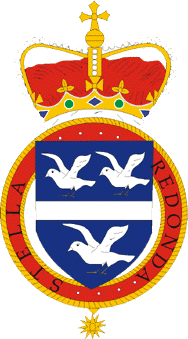

- Alice Munro, duchessa dell'Ontario

Nel 2006:
- Ray Bradbury, duca di Diente de León

Nel 2007:
- George Steiner, duca di Girona

Nel 2008:
- Umberto Eco, duca dell'Isola del giorno prima

Nel 2009:
- Orhan Pamuk, duca di Colores
- Marc Fumaroli, duca di Houyhnhnms

Nel 2012:
- Jonathan Coe, duca di Prunes
- Philip Pullman, duca di Cittagazze

## Elenco dei titoli concessi da re José Juan I
Nel 2023: 
- Alberto Garbarino, Principe di Centaur’s Cave e Signore di Landing Rock
- Niccolò Garbarino, Principe di Wild Goat Gorge e Signore di South Point
Titoli concessi nel 2023:
- Marco Crisci di Sant'Alfonso, Conte di Phipps Point, Cavaliere di Santa Maria di Redonda
- Massimo Galardini, Marchese di Rasta Cliffs, Cavaliere di Santa Maria di Redonda
- Fabio Cecchini, Signore di Casaurina, Cavaliere di Santa Maria di Redonda
- Sergio Turini, Signore di Cactus Stand, Cavaliere di Santa Maria di Redonda
- Gabriele Malquori, Cavaliere di Santa Maria di Redonda
- Giuliano Buccheri, Cavaliere di Santa Maria di Redonda
- Caterina Ceccuti, Contessa di Shiel’s Summit, Dama di Santa Maria di Redonda

Incarichi di Palazzo:
- Marco Crisci di Sant'Alfonso, Gran Ciambellano del Regno e Cancelliere dell'Ordine di Santa Maria di Redonda

### Nel 2024
- Marco Rocchigiani, Signore di Nor’Easter Arch, Cavaliere di Santa Maria di Redonda
- Marta Pasqualetti, Dama di Santa Maria di Redonda
- Michela Moreschi, Dama di Santa Maria di Redonda
- Stella Buggiani, Dama di Santa Maria di Redonda